# Голос (партія)
«Го́лос» — українська ліберальна політична партія, створена у 2019 році з ініціативи фронтмена гурту Океан Ельзи — Святослава Вакарчука. Взяла участь у позачергових парламентських виборах 2019 року та місцевих виборах 2020 року.  
У Верховній Раді 9-го скликання партія налічує 20 народних депутатів. Перебуває в опозиції до чинної влади. З 2021 року вважається союзником у голосуваннях із президентською партією «Слуга народу». 

## Історія
10 лютого 2015 року була зареєстрована Політична партія «Платформа ініціатив». Головою партії була Юлія Клименко.
Політична партія «Платформа ініціатив» брала участь у місцевих виборах 2015 року, проте тоді набрала лише 0,9 % голосів виборців.
Про створення партії «Голос» було оголошено 16 травня 2019 року, презентація відбулася на Старокиївській горі в Києві. Її керівником став український рок-музикант, композитор і в минулому народний депутат VI скликання (2007—2008) Святослав Вакарчук.
Зважаючи на те, що до позачергових парламентських виборів Вакарчук не встигав зареєструвати партію, було вирішено перейменувати й перереєструвати партію «Платформа ініціатив» на партію «Голос».
21 травня 2019 року партія отримала офіційні документи про перереєстрацію.
24 липня 2019 року з'їзд партії обрав Святослава Вакарчука головою партії.
29 серпня 2019 року у парламенті була створена фракція «Голос». Лідером фракції «Голос» став Вакарчук.
11 березня 2020 року з'їзд «Голосу» обрав керівником Кіру Рудик.
11 червня Вакарчук склав депутатський мандат і заявив про вихід із Верховної Ради України.
17 липня партія оголосила про перехід в опозицію до влади.
10 жовтня місце Вакарчука в Верховній раді посів військовий Андрій Шараськін, вчений, режисер і актор.

## Участь у виборах

### Парламентські вибори 2019

Результати партії на Парламентських виборах 2019 за округами

За попередніми прогнозами та очікуваннями партія могла набрати від 10 % до 24 голосів на виборах 2019 року, забравши частину виборців партії «Слуга народу».
На позачергових виборах до Верховної ради 2019 року партія «Голос» посіла п'яте місце у пропорційній частині за кількістю голосів виборців (851 722 голосів — 5,82 %), що дозволило їй у Верховній Раді України IX скликання отримати 17 мандатів за партійними списками, а також 3 мандати в одномандатних мажоритарних округах.
У підсумку у ВРУ IX скл. партію представляють депутати: Юлія Клименко, Кіра Рудик, Ярослав Железняк, Олександра Устінова, Олег Макаров, Ярослав Юрчишин, Сергій Рахманін, Соломія Бобровська, Ольга Стефанишина, Володимир Цабаль, Андрій Осадчук, Роман Костенко, Роман Лозинський, Інна Совсун, Леся Василенко, Рустем Умєров, Наталія Піпа, Галина Васильченко, Ярослав Рущишин.

## Ідеологія
Це правоцентрична, проєвропейська партія, яка декларує демократичний підхід до політики, відділення грошей від політики, «поставити людину в центр державної політики». В економіці передбачається запровадження податку на виведений капітал, ринку землі, приватизація підприємств, боротьба з незаконними схемами на митниці та в податковій.

## Програма
На думку Володимира Яворського, програма уникає популістських заяв, тут приділяється увага правам людини чи не найбільше з усіх інших партій, що беруть участь у виборах. Вона пропонує адекватні кроки для реалізації своїх завдань, що переважно відповідають стандартам прав людини.
Експерти Центру економічної стратегії Дмитро Яблоновський і Дарія Михайлишина вважають, що в економічних питаннях «конкретні пропозиції [авторів програми] містяться у напрямках боротьби із корупцією, умовах ведення бізнесу, бюджетної політики, стимулювання зростання доходів, міграційної політики, політики розвитку конкуренції, соціальної підтримки, розвитку технологій».

## Рейтинг
16 травня 2019 року Вакарчук оголосив про створення партії «Голос». Того ж дня, 16 травня 2019 року соціологічна група «Рейтинг» повідомила, що рейтинг партії склав 0,9 % голосів виборців.
21 травня 2019 року партія отримала офіційну перереєстрацію.
22 травня 2019 року рейтинг партії склав 4,6 % голосів виборців.
10 червня 2019 року Київський міжнародний інститут соціології повідомив, що рейтинг партії «Голос» зріс до 5,6 % голосів виборців та долає прохідний бар'єр на парламентських виборах 2019 року.
12 червня 2019 року рейтинг партії склав до 6,4 % голосів виборців.
Станом на 19 червня 2019 року партію «Голос» були готові підтримати 8,1 % голосів тих виборців, які мають намір голосувати і визначилися із симпатіями на парламентських виборах.
26 червня 2019 року рейтинг партії склав 8,4 % голосів виборців.
3 липня 2019 року рейтинг партії склав 7,2 % голосів виборців, 4-го — 7.5 %.
На позачергових виборах до Верховної ради 2019 року партія «Голос» посіла п'яте місце у пропорційній частині за кількістю голосів виборців (851 722 голосів — 5,82 %), що дозволило їй у Верховній Раді України IX скликання отримати 17 мандатів за партійними списками, а також 3 мандати в одномандатних мажоритарних округах.

## Команда
- Кіра Рудик — голова партії. IT-підприємиця, операційна директорка IT-компанії Ring Ukraine, членкиня ради директорів Американської торговельної палати в Україні.
- Святослав Вакарчук — громадський діяч, музикант, кандидат фізико-математичних наук, лідер та засновник гурту «Океан Ельзи».
- Юлія Клименко — має значний практичний досвід в управлінні великими організаціями у державному та приватному секторах. Працювала заступницею Міністра економіки — керівника апарату, радниця президента Київської школи економіки, входила до правління Центру економічної стратегії, Transparency International Україна та ДП «АМПУ».
- Ярослав Железняк — один з кращих професіоналів зі зв'язків з Верховною Радою. З 2015 року змінював підхід до роботи з парламентом спочатку для Мінекономрозвитку, а потім — і всього уряду. З 2016 р. — радник у складі стратегічної консультативної групи з підтримки реформ в Україні (SAGSUR), а з 2017-го — радник прем'єр-міністра з парламентських відносин.
- Олександра Устінова — антикорупційна активістка, членкиня правління Центру протидії корупції. Була секретаркою Ради громадського контролю НАБУ. Є членкинею наглядової ради благодійного фонду «Пацієнти України». З 2014 р. розпочала антикорупційну діяльність у складі правління ЦПК.
- Олег Макаров — судовий юрист, спеціалізується на міжнародному і національному судовому процесі, податковому праві, інвестиціях, праві власності та банкрутстві. Керівний партнер ЮФ «Василь Кісіль і Партнери»[47], заступник голови Дисциплінарної палати Київської міської кваліфікаційно-дисциплінарної комісії адвокатури та член правління громадської організації «Асоціація правників України».
- Ярослав Юрчишин — антикорупціонер, екскерівник Transparency International, громадський активіст; України, член Ради громадського контролю при НАБУ (2016—2017), у 2014 р. — радник секретаря РНБО
- Сергій Рахманін — політичний журналіст, перший заступник головного редактора газети «Дзеркало тижня»
- Юрій Соколов — заслужений лікар України, доктор медичних наук, завідувач відділення Інтервенційної кардіології Інституту кардіології у Києві.
- Соломія Бобровська — громадська активістка, екскерівниця Одеської ОДА
- Ольга Стефанишина — реформаторка закупівель медичної галузі та антикорупційна активістка, колишня заступниця міністра МОЗ
- Володимир Цабаль — економіст, партнер McKinsey & Company
- Роман Лозинський — ексголова Української Галицької партії, член ГО «Пласт» та «Бігова Україна»
- Андрій Шараськін — військовик АТО, актор і режисер, командир роти, яка захищала Донецький аеропорт
- Леся Василенко — юристка, правозахисниця, громадська діячка, засновниця ГО «Юридична сотня»
- Іван Примаченко — засновник платформи Prometheus[48]. Закінчив КНУ ім. Шевченка, магістр історії
- Інна Совсун — віцепрезидент Київської школи економіки, ексзаступниця міністра освіти та науки України
- Рустем Умєров — представник Курултаю кримськотатарського народу, засновник і керівник фонду Astem Foundation
- Андрій Осадчук — юрист, директор служби міжнародного і комерційного права, гендиректор «Кернел Груп», 2005 — начальник одного з департаментів Київстару. Депутат Київської міськради VIII скл.
- Микола Давидюк — політичний експерт. Очільник аналітичного центру «Політика», співзасновник громадсько-політичного руху «Дій з нами». Національний тренер та викладач IRI (International Republican Institute), NIMD (The Netherlands Institute for Multiparty Democracy) та УАЛ (Українська академія лідерства)
- Таміла Ташева — співзасновниця ГО «КримSOS»[49], яка надає гуманітарну та юридичну допомогу внутрішньо переміщеним особам, інформує про події в Криму, займається програмами соціальної адаптації для переселенців, а також адвокаційними проєктами. Народилась в Узбекистані в родині депортованих кримських татар
- Павло Кухта — програмний директор партії.
- Ігор Шолтис — політолог, ветеран російсько-української війни, журналіст «Сихів. Медіа», депутат VIII-го скликання Львівської міської ради.

## Скандали
В липні 2021 року половина депутатів «Голосу» публічно оголосили про вихід з партії та опублікували відповідні заяви. 
У Комітеті виборців України повідомили, що частина депутатів фракції «Голос» голосує разом з президентською фракцією «Слуга народу».
За даними Національного агентства запобігання корупції (НАЗК) Голос не звітував про використання бюджетних фінансів з 23 жовтня 2020 року. У листопаді 2021 року НАЗК наказав перерахувати Голосу 11 млн. 669 тис. грн. за четвертий квартал 2021 року. Це кошти, виділені з державного бюджету на фінансування статутної діяльності політичних партій.
26 червня 2024 року НАЗК повідомило, що фінансування партії було припинено через недостовірні дані у звітах на понад 4,725 млн грн.